# Międzymorze (polityka)

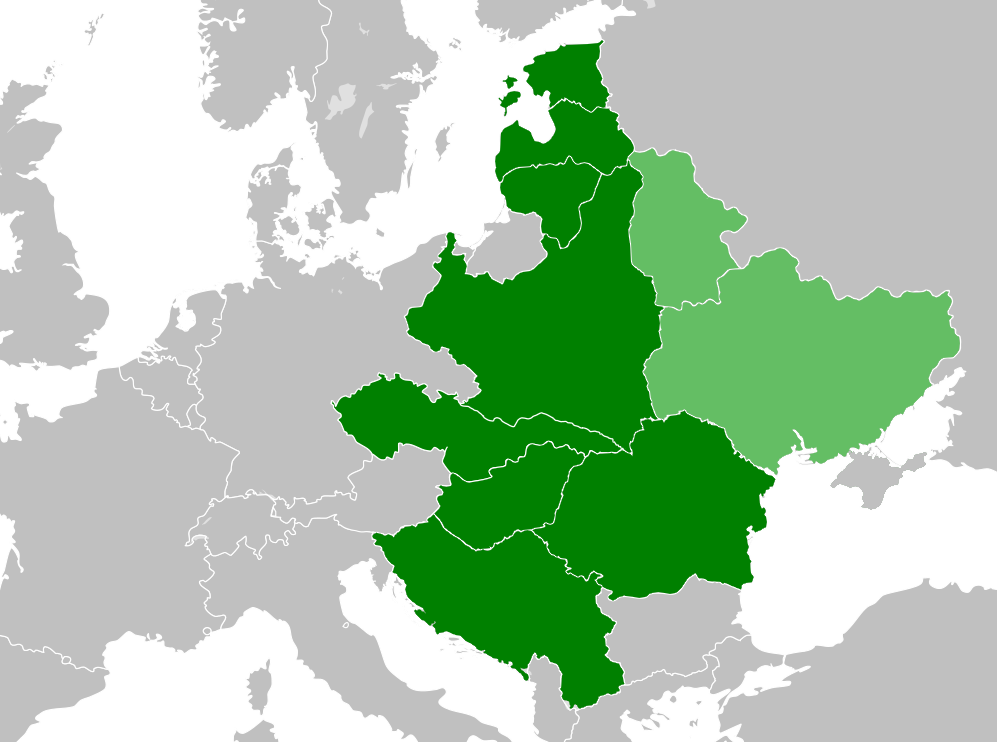
Mapa przedstawia ewentualny obszar Międzymorza. Jasna zieleń oznacza terytoria białoruskie i ukraińskie kontrolowane przez ZSRR po 1922 roku

Międzymorze (łac. Intermarium) – doktryna polityki zagranicznej nawiązująca do tradycji wielokulturowej Rzeczypospolitej Obojga Narodów, zakładająca utworzenie sojuszu państw Europy Środkowo-Wschodniej (obszaru obejmującego Europę Środkową i Wschodnią). Wywodzi się z polskiej myśli i praktyki politycznej okresu międzywojennego, opiera się na dobrowolności współpracy państw członkowskich, defensywnym charakterze, wspólnej obronie suwerenności i budowie podmiotowości, realizacji wspólnych interesów oraz szerokim charakterze współpracy opartym na solidarności państw Europy Środkowo-Wschodniej i inicjatywie Polski w budowaniu tego sojuszu. Docelowo do Międzymorza należeć miał obszar między morzami Adriatyckim, Bałtyckim a Czarnym („Morza ABC”), a konkretnie Polska, Litwa, Łotwa, Estonia, Białoruś, Ukraina, Czechosłowacja, Węgry, Rumunia, Jugosławia oraz ewentualnie Finlandia i Gruzja. Według zwolenników Międzymorza taki sojusz pozwoliłby uniknąć państwom go tworzącym dominacji Niemiec i Rosji.
Równocześnie Międzymorze było postrzegane przez część Litwinów jako ewentualne zagrożenie dla ich nowo powstałego, niepodległego państwa, zaś część Ukraińców uważało tę ideę za sprzeczną z ich niepodległościowymi dążeniami. Prócz tego sprzeciwiała się jej zarówno czerwona, jak i biała Rosja i większość zachodnich mocarstw z wyjątkiem Francji.
Idea Międzymorza uzupełniała się z inną geopolityczną wizją – prometeizmem, której założeniem był rozpad Imperium Rosyjskiego (potem ZSRR).
W wyniku wybuchu II wojny światowej wszystkie państwa i narody mające uczestniczyć w takiej federacji znalazły się w strefie wpływów ZSRR lub III Rzeszy.

## Historia

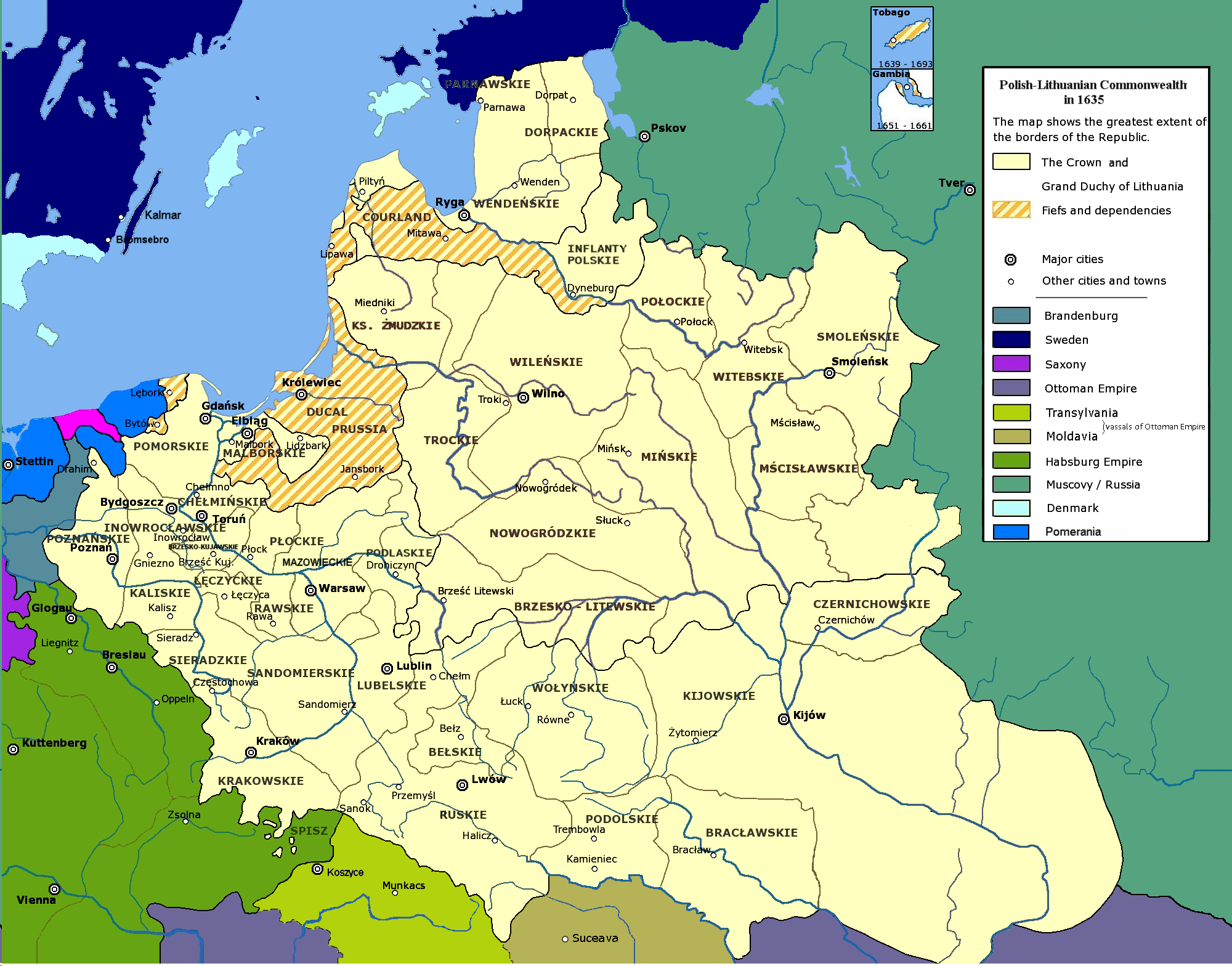
Rzeczpospolita Obojga Narodów w 1635 roku

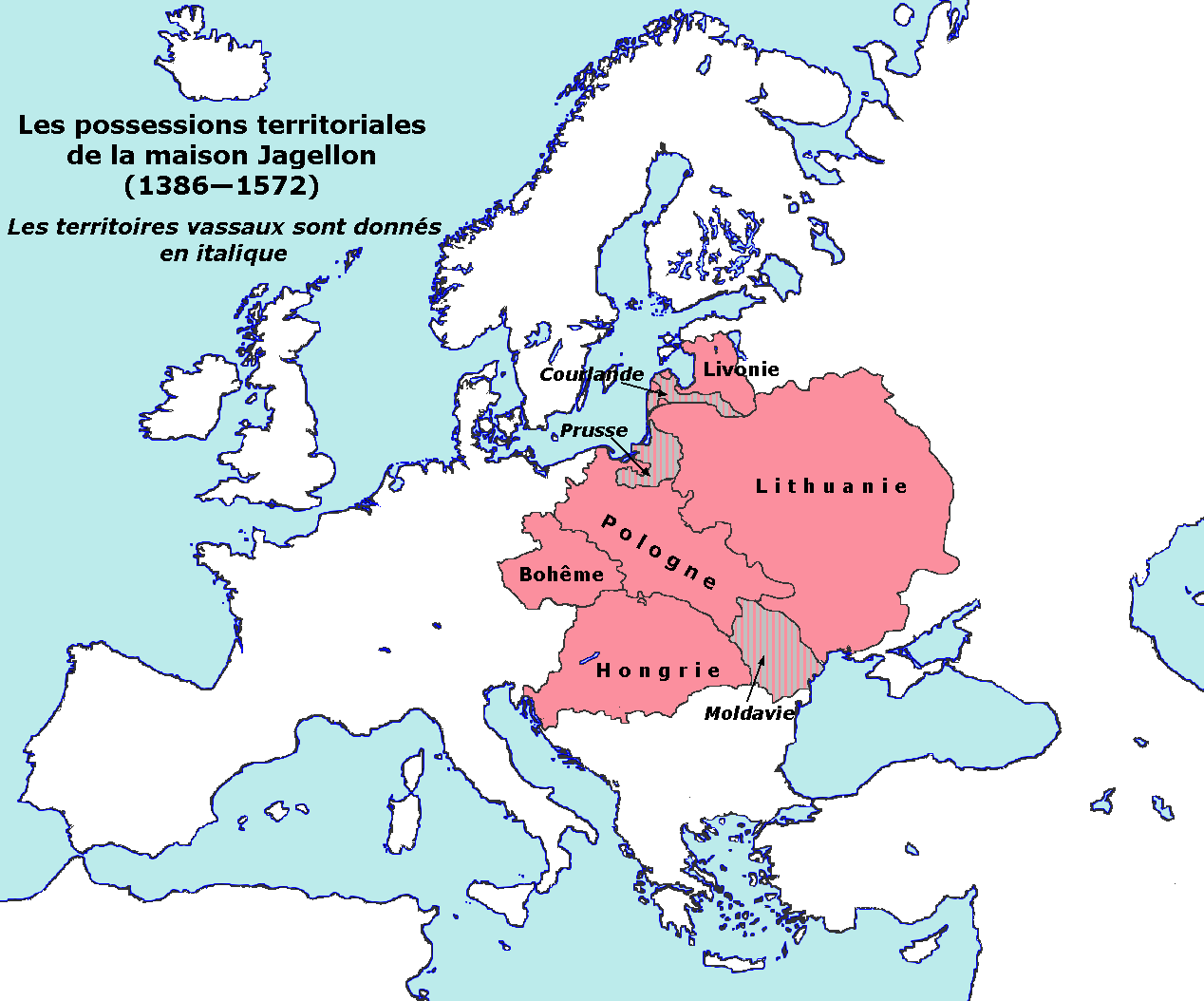
Mapa posiadłości jagiellońskich Litwy, Polski, Сzechy i Węgier z uwzględnieniem krain wasalnych

### Unia lubelska i Rzeczpospolita Obojga Narodów

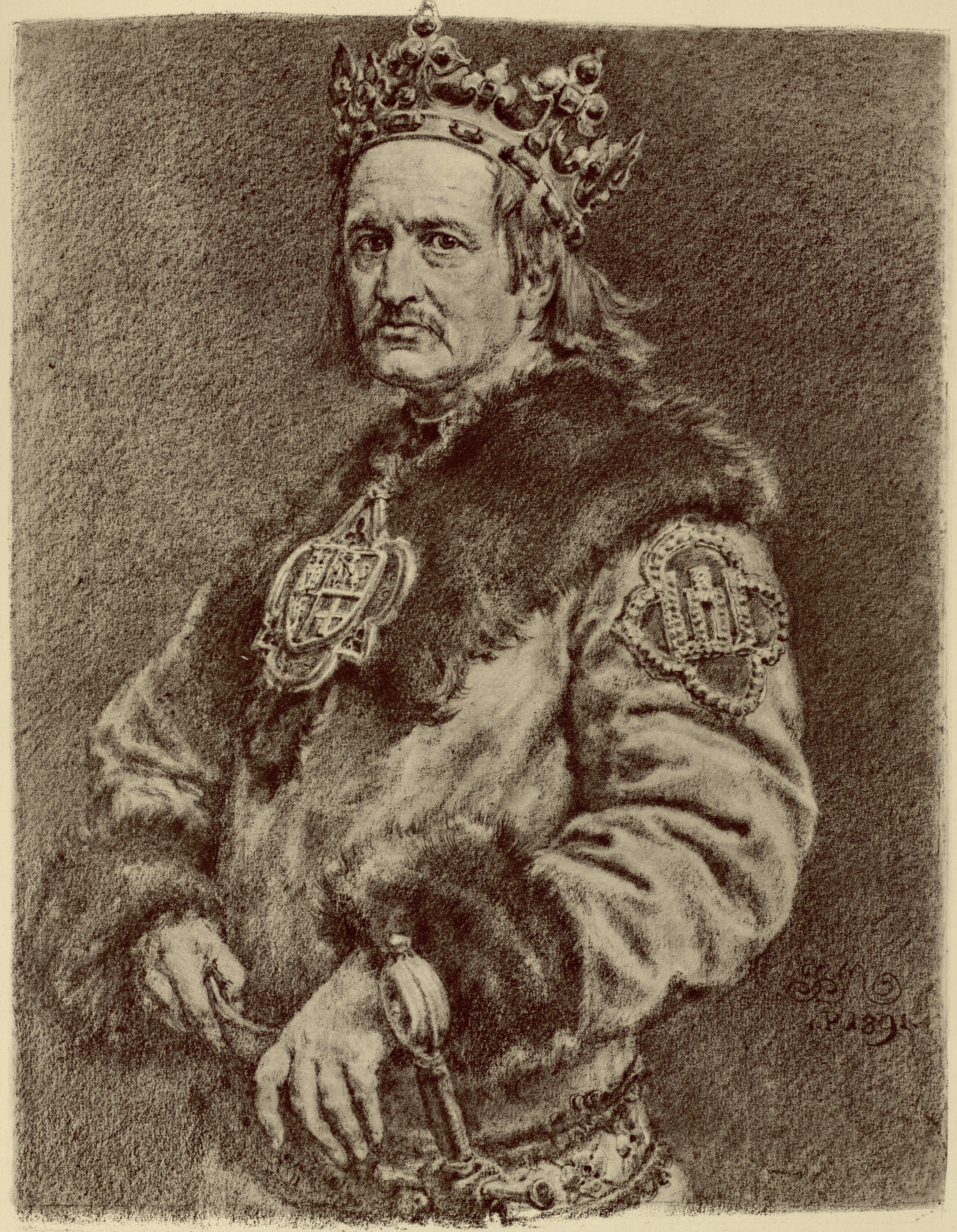
Władysław II Jagiełło

Unia polsko-litewska i sojusz militarny powstały jako reakcja na zagrożenie ze strony Zakonu Krzyżackiego. Pierwszy sojusz został ustanowiony w 1385 w wyniku ślubu króla Polski Jadwigi i wielkiego księcia litewskiego Jagiełły, który został królem Polski. W 1569 Korona Królestwa Polskiego i Wielkie Księstwo Litewskie na mocy unii lubelskiej utworzyły Rzeczpospolitą Obojga Narodów, stanowiącą unię realną tych państw. Rzeczpospolita Obojga Narodów istniała do roku 1795, czyli III rozbioru Polski.
W okresie istnienia Rzeczypospolitej Obojga Narodów, jak i podczas powstania styczniowego postulowano wyodrębnienie Księstwa Ruskiego, połączonego z Polską i Litwą unią realną w ramach Rzeczypospolitej Trojga Narodów.

### Plan Czartoryskiego

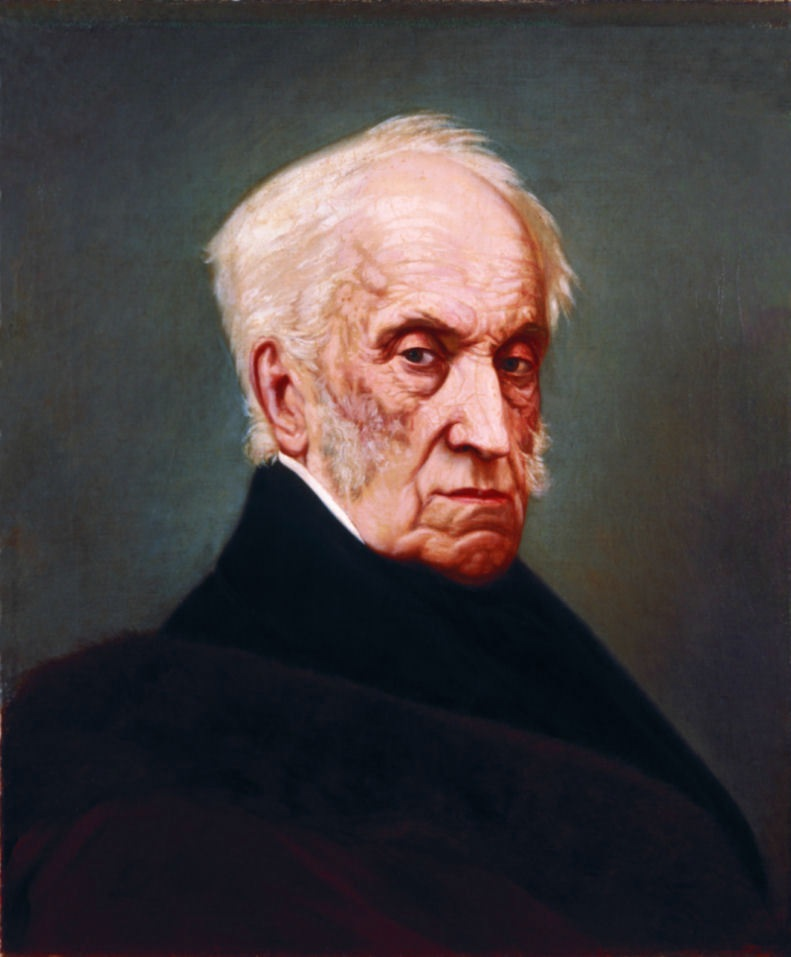
Adam Jerzy Czartoryski

W latach 1832–1861, pomiędzy powstaniem listopadowym a styczniowym, idea odnowienia wspólnoty polsko-litewskiej była popierana przez Księcia Adama Jerzego Czartoryskiego, działacza politycznego stojącego na czele konserwatywnego Hôtelu Lambert w Paryżu.
Czartoryski aspirował do odtworzenia – ze wsparciem francuskim, brytyjskim i tureckim – polsko-litewskiej wspólnoty sfederowanej z Czechami, Słowacją, Węgrami, Rumunią i wszystkimi Słowianami południowymi. Według niego, Polska mogłaby mediować w konfliktach między Węgrami i Słowianami oraz Węgrami a Rumunią. Koncepcja ta wydawała się możliwa do zrealizowania podczas Wiosny Ludów w latach 1848–1849, jednak przeszkodził w tym brak poparcia zachodu, węgierskie konflikty z Czechami, Słowacją i Rumunią oraz wzrost niemieckiego nacjonalizmu.

### Międzymorze Piłsudskiego

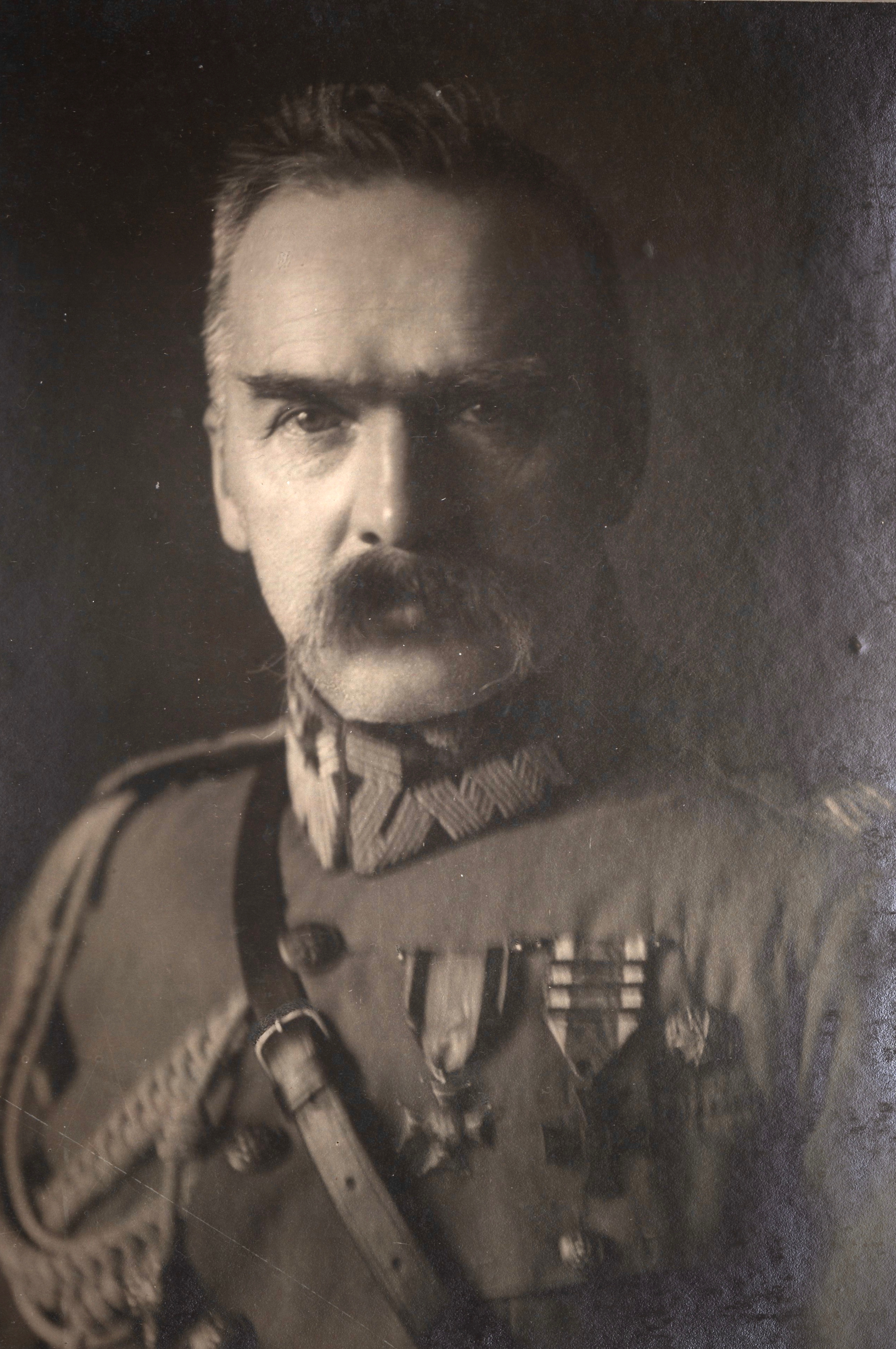
Józef Piłsudski

Strategicznym celem Józefa Piłsudskiego była odnowiona wspólnota polsko-litewska oraz dezintegracja Imperium Rosyjskiego, a później ZSRR na podstawie różnic etnicznych (idea prometeizmu). Piłsudski uważał Międzymorze za przeciwwagę dla imperialistycznych tendencji Rosji i Niemiec. Kwestia, czy Piłsudski był rzeczywiście zwolennikiem koncepcji federacyjnych, do dzisiaj jednak dzieli badaczy. W sierpniu 1923  roku w wykładzie wygłoszonym w Wilnie Piłsudski mówił: ja twierdziłem że iść tą drogą wydaje mi się niemożliwe. Zasad federacji nie da się zastosować na tych ziemiach. Przychodzimy wszak z bronią, co jest sprzeczne z zasadami federacji. Zresztą nie widziałem tutaj tych, który by do tej federacji chcieli przystąpić..

### Opozycja
Plan Piłsudskiego spotkał się ze sprzeciwem, zwłaszcza Rosji radzieckiej, w której interesy godziła idea Międzymorza. W założeniu Ententy bolszewizm był zagrożeniem tymczasowym, nie osłabiającym jej ważnego sojusznika, Rosji. Poza tym była ona niezadowolona z odmowy pomocy Białym przez Piłsudskiego. Jego plany zostały uznane za nierealne, zaś Polska miała się ograniczyć do terytoriów etnicznie polskich.
Narody byłej Rzeczypospolitej nie wyrażały zainteresowania przystąpieniem do unii. Litwini chcieli utrzymania niepodległości swego świeżo powstałego państwa, Ukraińcy również dążyli do samodzielności, podobnie Białorusini. Szanse na realizację planu Piłsudskiego znacznie zmniejszyły graniczne konflikty między Polską a jej sąsiadami – Rosją Sowiecką, Litwą, Ukrainą i Czechosłowacją.
Również w Polsce idee Piłsudskiego napotykały sprzeciw. Roman Dmowski, lider Narodowej Demokracji, opowiadał się za jednolitym etnicznie państwem polskim, w którym mniejszości narodowe podlegałyby polonizacji.

### Upadek

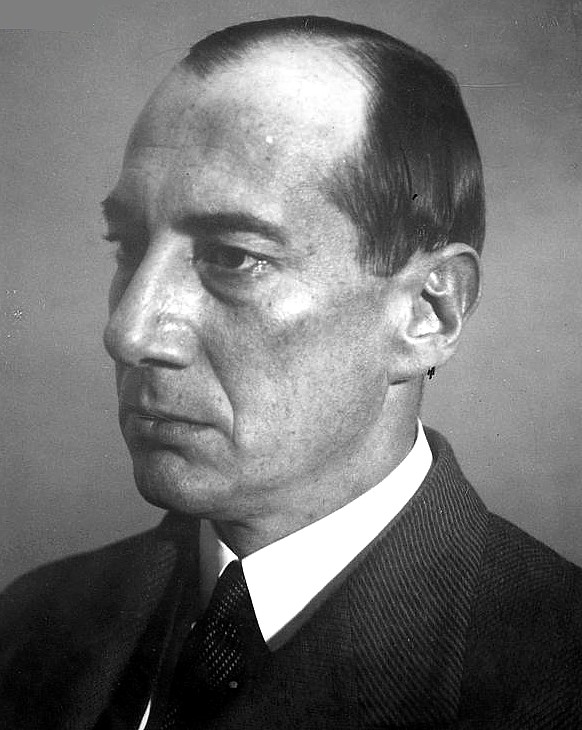
Józef Beck

W następstwie wojny z Rosją (1919-1921), koncepcja federacji państw Europy Środkowej i Wschodniej, w oparciu o Polskę i Ukrainę, straciła wszelkie szanse realizacji.
Następnie Piłsudski rozważał federację lub sojusz państw nadbałtyckich i bałkańskich. W unii tej miały się zawierać Polska, Czechosłowacja, Węgry, Skandynawia, kraje bałtyckie, Włochy, Rumunia, Bułgaria, Jugosławia oraz Grecja – rozciągałaby się ona zatem nie tylko pomiędzy Bałtykiem a Morzem Czarnym, ale też Oceanem Arktycznym a Morzem Śródziemnym. Ten projekt również się nie powiódł: Polska miała napięte stosunki z Litwą i Czechosłowacją. Wprawdzie z resztą państw kontakty były pozytywne, jednak one same często były skłócone między sobą. Jedynym osiągnięciem był sojusz polsko-rumuński.
Piłsudski zmarł w 1935. Późniejsza wersja jego planów była podjęta przez ministra spraw zagranicznych, Józefa Becka, który to pod koniec 1930 proponował powstanie „Trzeciej Europy” – sojuszu Polski, Rumunii i Węgier.

### Okres II wojny światowej

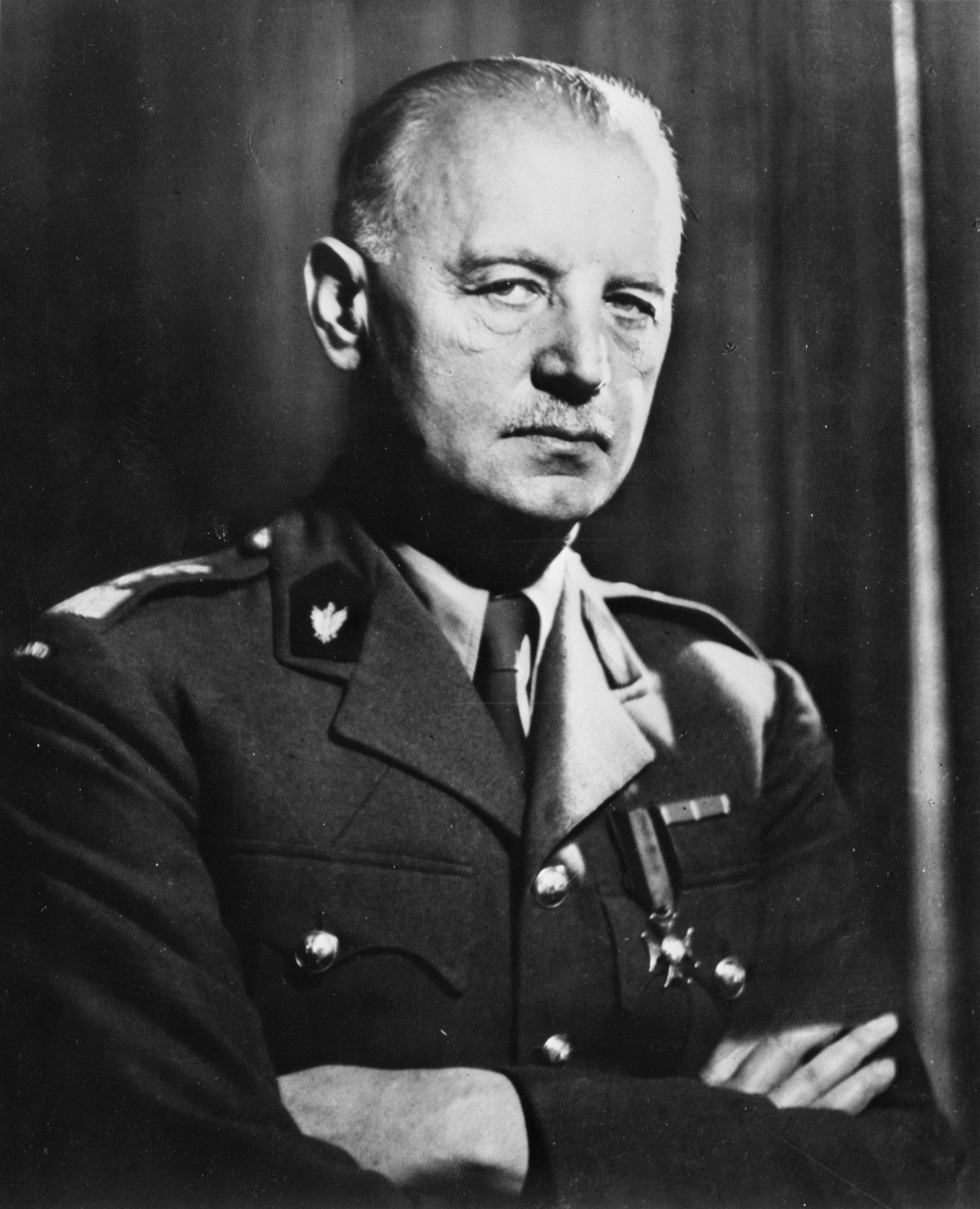
Władysław Sikorski

Koncepcja Unii Środkowoeuropejskiej pomiędzy Bałtykiem, Morzem Czarnym, Adriatyckim i Egejskim została reaktywowana podczas II wojny światowej przez Rząd RP na uchodźstwie Władysława Sikorskiego. Pierwszym krokiem do jej zrealizowania były dyskusje prowadzone w 1942 między greckim, jugosłowiańskim, polskim i czechosłowackim rządem na uchodźstwie, dotyczące powstania grecko-jugosłowiańskiej i polsko-czechosłowackiej federacji. Spotkało się to z opozycją ZSRR i obojętnością lub wrogością aliantów.

### Emigracja polityczna 1945–1989
Działająca głównie na terenie Wielkiej Brytanii emigracyjna piłsudczykowska Liga Niepodległości Polski postulowała ideę współpracy państw Europy Środkowo-Wschodniej, którą powinny podjąć władze Polski po odzyskaniu niepodległości. Utrzymywano stały kontakt z przedstawicielami emigracji ukraińskiej i litewskiej.

### Międzymorze w myśli politycznej opozycji w PRL
Do idei Międzymorza nawiązywały niektóre środowiska opozycji w PRL, przede wszystkim nurtu niepodległościowego (Konfederacja Polski Niepodległej, Liberalno-Demokratyczna Partia Niepodległość, środowisko pisma „Niepodległość”) i socjalistycznego (organizacja „Wolność Sprawiedliwość Niepodległość”) i Polska Partia Socjalistyczna. Pojawiły się też samodzielne inicjatywy opozycyjne promujące tę koncepcje. Należy jednak zaznaczyć, że były one zdecydowaną mniejszością opozycyjnego spectrum politycznego.

### W III RP
Konfederacja Polski Niepodległej przyjęła Międzymorze za oficjalną koncepcję geopolityczną . Potwierdził to IV Kongres KPN (Warszawa 1992), pierwszy po upadku władzy PZPR, przyjmując w tej sprawie osobną odezwę. KPN była jednym z założycieli porozumienia grupującego partie niepodległościowe z 6 krajów (Białorusi, Estonii, Litwy, Łotwy, Polski, Ukrainy) pod nazwą Liga Partii Krajów Międzymorza powołanego w Kijowie w lipcu 1994 r. Z partii polskich, poza KPN-em, wziął udział w tej inicjatywie Ruch Trzeciej Rzeczypospolitej (RTR) oraz marginalna Polska Partia Republikańska – Trzecia Siła. Z Ukrainy m.in. Ukraińska Partia Republikańska, a z Białorusi Białoruski Front Ludowy. Kongresy LPKM odbyły się trzykrotnie – w 1995 (Jarosław n. Sanem), 1996 (Mińsk Białoruski) i w 1997 r. (Kijów). Podjęto też próbę wydania wspólnego biuletynu, ukazały się 2 numery. Inicjatywa ta zamarła pod koniec lat 90. wskutek przemian politycznych w krajach regionu – w tym marginalizacji głównych animatorów projektu.
Do idei tej nawiązywały niektóre niepolityczne inicjatywy społeczne, podejmujące problematykę Europy Środkowej – jak utworzone przez osoby związane m.in. z Solidarnością Walczącą i Liberalno Demokratyczną Partią „Niepodległość” Fundacja Wschodnia „Wiedza” (1990 r. – Piotr Hlebowicz, Piotr Pacholski) czy nastawiony na współpracę w szczególności z Tatarami Krymskimi i Kazańskimi Instytut im. Gen. Macieja Sulkiewicza (1991 r.). Do tej kategorii należało też istniejące od 1988 r. „Towarzystwo Pomost”, które na początku lat 90. uruchomiło efemeryczne wydawnictwo „Międzymorze”; a także Stowarzyszenie Współpracy Narodów Europy Wschodniej „Zbliżenie” (prezes prof. Jerzy Damrosz). Inicjatywy te zanikały głównie z powodu trudności finansowych.